# Johann Kankel
Johann Kankel, född 21 november 1614 i Wolgast, död 29 juni 1687 i Väckelsångs församling, var en svensk boktryckare.
Efter boktryckarutbildning i Danzig reste Johann Kankel i november 1664 till Stockholm med förhoppning om att kunna öppna ett boktryckeri, vilket dock inte blev fallet. Efter kontakt med Per Brahe den yngre kom han emellertid i september 1666 till Visingsö, där han inrättade ett tryckeri, vilket han drev till 1685.